# Sylwester Samol
Sylwester Walenty Samol (ur. 4 grudnia 1940 w Bukówcu Górnym, zm. 8 grudnia 2010) – polski urzędnik państwowy, wojewoda jeleniogórski (1986–1990).

## Życiorys
W latach 1964–1975 był I sekretarzem Komitetu Zakładowego PZPR przy Zakładach Przemysłu Bawełnianego w Pabianicach, w latach 1982–1986 sekretarzem ds. organizacyjnych Komitetu Wojewódzkiego PZPR w Jeleniej Górze. Od października 1986 do stycznia 1990 sprawował funkcję wojewody jeleniogórskiego. Po odejściu z urzędu działał społecznie, był m.in. prezydentem jeleniogórskiego "Rotary Club".
W latach 90. zasiadł w Radzie Nadzorczej, a w 2002 został wybrany wiceprezesem jeleniogórskiej spółki komunalnej „Wodnik” (zajmującej się gospodarką wodno-ściekową). Był prezesem zarządu firmy „Słoneczna Dolina”, zmarł 8 grudnia 2010 r..